# Catedral de Nuestra Señora del Monte Carmelo (Chalan Kanoa)
La Catedral de Nuestra Señora del Monte Carmelo (en inglés: Our Lady of Mount Carmel Cathedral) es un edificio religioso que funciona como la catedral de la Iglesia católica en las Islas Marianas del Norte, un territorio de los Estados Unidos en el océano Pacífico. Es la iglesia matriz y la sede episcopal de la diócesis de Chalan Kanoa que es sufragánea de la arquidiócesis Metropolitana de Agaña. La iglesia se encuentra en el pueblo de Chalan Kanoa en la isla de Saipán. 